# Werner Schlager
Werner Schlager, né le 28 septembre 1972 à Wiener Neustadt, est un pongiste autrichien, champion du monde en 2003.

## Carrière
Il a commencé le tennis de table à l'âge de six ans.
Droitier, Werner Schlager possède un excellent service qui surprend beaucoup ses adversaires. La base de son jeu reste l'agressivité dès qu'il le peut, et ce de manière spectaculaire. Il est classé dans les 15 meilleurs mondiaux (14e au 07/07/2009). 
Dans le milieu du ping, il est connu pour avoir remporté les championnats du monde en simple hommes à Paris-Bercy en mai 2003 ; ce qui fait de lui, avec Jean-Philippe Gatien, Jörgen Persson et Jan-Ove Waldner le seul pongiste européen et non-chinois à avoir remporté ce titre depuis les années 1990. Outre le titre, Werner Schlager a alors surpris tout le monde en battant alors le grand joueur du moment, Wang Liqin, en 1/4 finale en sauvant quatre balles de match consécutives, avant de battre le Chinois Kong Linghui 4 sets à 3 (14-12 au 7e set), puis le Coréen Joo Se-hyuk en finale.
Il est aussi deux fois vainqueur du TOP-12 européen (2000 et 2008), vice-champion d'Europe en simple en 2009 et champion d'Europe en double, en 2005, associé à son compatriote Karl Jindrak.

## Palmarès
- 1998: Vainqueur en double de l'open de Croatie
- 1999: 3e du  Championnat du Monde
- 2000: Vainqueur du TOP-12 Européen
- 2003: Champion du Monde en simple à Paris
- 2005: Champion d'Europe en double
- 2008: Vainqueur du TOP-12 Européen
- 2009: Finaliste du championnat d'europe

## Distinctions
En 2005, il devient le premier sportif autrichien à avoir un timbre à son effigie.